# Ньютон, Кэм
Кэмерон Джаррелл Ньютон (англ. Cameron Jerrell Newton, род. 11 мая 1989 года) — американский профессиональный игрок в американский футбол, в последнее время выступавший на позиции квотербека в клубе Национальной футбольной лиги «Каролина Пантерз». На студенческом уровне выступал за команду Обернского университета. На драфте НФЛ 2011 года был выбран под общим первым номером «Пантерз». Ньютон — единственный игрок современной эры, которому удалось за один год завоевать Хайсман Трофи, выиграть национальный чемпионат и стать первым номером драфта.

## Профессиональная карьера
2 июня 2015 года подписал новый контракт с «Пантерз» на 5 лет стоимостью 103,8 млн долл.
В своём дебютном сезоне в НФЛ Ньютон побил множество рекордов для новичков, как пасовых, так и выносных. Он стал первым квотербеком-новичком, бросившим более 400 ярдов в своей первой игре, превзойдя достижение Пэйтона Мэннига в 120 ярдов. Он также побил рекорд Отто Грэма, продержавшийся 61 год, по количеству пасовых ярдов в дебютном матче. Он также стал первым квотербеком в истории НФЛ, бросившим более 4000 ярдов в первом сезоне, стал первым новичком, сделавшим более 700 ярдов на выносе, и установил рекорд по количеству тачдаунов на выносе — 14, побив 35-летний рекорд Стива Грогана.
В своём третьем сезоне в НФЛ Ньютон впервые одержал больше побед, чем потерпел поражений (12-4), завоевал первый титул чемпиона дивизиона и во второй раз принял участие в Пробоуле. Первые две игры сезона 2014 года он пропустил из-за травм, полученных им в автомобильной аварии. Несмотря на это он помог «Пантерз», которые начали сезон с результатом 3-8-1, выйти в плей-офф и одержать победу в первом матче постсезонных игр, став первым квотербеком в истории Юга НФК, которому удалось выиграть два титула чемпиона дивизиона подряд.
30 июня 2020 года стало известно о переходе игрока в «Нью-Ингленд Пэтриотс» на один год за 7,5 млн долл.
11 ноября 2021 года возвратился в «Каролину».

### Статистика в НФЛ
| Регулярный сезон | Регулярный сезон | Регулярный сезон | Регулярный сезон | Пас   | Пас   | Пас  | Пас    | Пас | Пас | Пас  | Вынос | Вынос | Вынос | Вынос | Вынос | Фамблы | Фамблы |
| Сезон            | Команда          | GP               | GS               | Comp  | Att   | Pct  | Yds    | TD  | INT | Rate | Att   | Yds   | Avg   | Lng   | TD    | FUM    | Lost   |
| ---------------- | ---------------- | ---------------- | ---------------- | ----- | ----- | ---- | ------ | --- | --- | ---- | ----- | ----- | ----- | ----- | ----- | ------ | ------ |
| 2011             | Каролина Пантерз | 16               | 16               | 310   | 517   | 60.0 | 4,051  | 21  | 17  | 84.5 | 126   | 706   | 5.6   | 49T   | 14    | 5      | 2      |
| 2012             | Каролина Пантерз | 16               | 16               | 280   | 485   | 57.7 | 3,869  | 19  | 12  | 86.2 | 127   | 741   | 5.8   | 72T   | 8     | 10     | 3      |
| 2013             | Каролина Пантерз | 16               | 16               | 292   | 473   | 61.7 | 3,379  | 24  | 13  | 88.8 | 111   | 585   | 5.3   | 56    | 6     | 3      | 1      |
| 2014             | Каролина Пантерз | 14               | 14               | 262   | 448   | 58.5 | 3,127  | 18  | 12  | 82.1 | 103   | 539   | 5.2   | 22    | 5     | 9      | 5      |
| 2015             | Каролина Пантерз | 16               | 16               | 296   | 495   | 59.8 | 3,837  | 35  | 10  | 99.4 | 132   | 636   | 4.8   | 47    | 10    | 5      | 4      |
| Всего            | Всего            | 78               | 78               | 1,440 | 2,418 | 59.6 | 18,263 | 117 | 64  | 88.3 | 599   | 3,207 | 5.4   | 72T   | 37    | 32     | 15     |

| Плей-офф | Плей-офф         | Плей-офф | Плей-офф | Пас  | Пас | Пас  | Пас | Пас | Пас | Пас  | Вынос | Вынос | Вынос | Вынос | Вынос | Фамблы | Фамблы |
| Сезон    | Команда          | GP       | GS       | Comp | Att | Pct  | Yds | TD  | INT | Rate | Att   | Yds   | Avg   | Lng   | TD    | FUM    | Lost   |
| -------- | ---------------- | -------- | -------- | ---- | --- | ---- | --- | --- | --- | ---- | ----- | ----- | ----- | ----- | ----- | ------ | ------ |
| 2013     | Каролина Пантерз | 1        | 1        | 16   | 25  | 64.0 | 267 | 1   | 2   | 79.9 | 10    | 54    | 5.4   | 11    | 0     | 0      | 0      |
| 2014     | Каролина Пантерз | 2        | 2        | 41   | 68  | 60.3 | 444 | 4   | 3   | 80.8 | 18    | 72    | 4.0   | 13    | 0     | 3      | 2      |
| Всего    | Всего            | 3        | 3        | 57   | 93  | 61.3 | 711 | 5   | 5   | 80.5 | 28    | 126   | 4.5   | 13    | 0     | 3      | 2      |